# حاجي مهدي
حاجي مهدي (بالفارسية: حاجی‌مهدی) هي قرية تقع في قسم بردخون الريفي (مقاطعة دير) في إيران.